# 1300
Évszázadok: 12. század – 13. század – 14. század
Évtizedek: 1250-es évek – 1260-as évek – 1270-es évek – 1280-as évek – 1290-es évek – 1300-as évek – 1310-es évek – 1320-as évek – 1330-as évek – 1340-es évek – 1350-es évek
Évek: 1295 – 1296 – 1297 – 1298 –  1299 – 1300 – 1301 – 1302 – 1303 – 1304 – 1305

## Események
1300 a 13. század utolsó éve.
- Az Anjouk dalmáciai hívei behívják Károly Róbertet az országba. Károly Róbert partra száll Spalatóban, majd Zágrábba megy. Megkezdődik a nyílt támadás előkészületei III. András király ellen, aki védelemre rendezkedik be és kibékül a Németújváriakkal.
- IV. Fülöp francia király serege a főnemesség kérésére megszállja Flandriát.
- A proto-reneszánsz kor kezdete.
- A kínaiak először használják az abakusz számolóeszközt.
- A tuareg állam megalapítása Afrikában Agadez székhellyel.
- Kitört az izlandi Hekla vulkán.
- A kereszténység első szentévének ünneplése a római Szent Péter-bazilikában.[1]

## Születések
- Guillaume de Machaut - francia költő, zeneszerző
- Róbert burgundi gróf

## Halálozások
- I. Fülöp címzetes antiochiai fejedelem
- Csaka bolgár cár
- Guido Cavalcanti, olasz költő
- Morosini Tomasina, magyar anyakirályné